# سانتياغو دي فيراغواس
سانتياغو دي فيراغواس هي مدينة وعاصمة مقاطعة فيراغواس، في جمهورية بنما.

## صور من المدينة

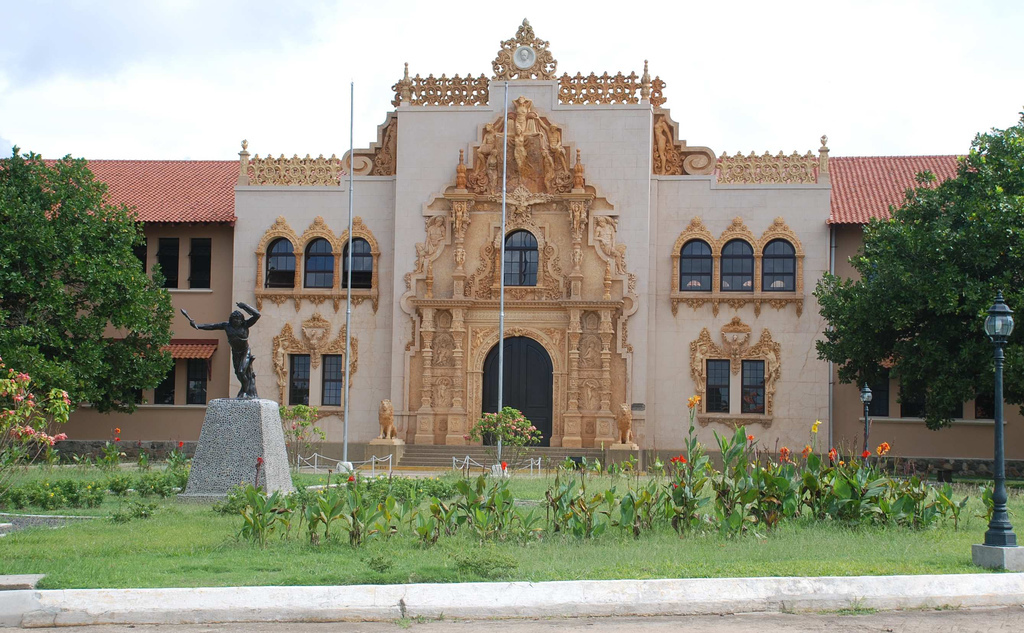
مدرسة عادية
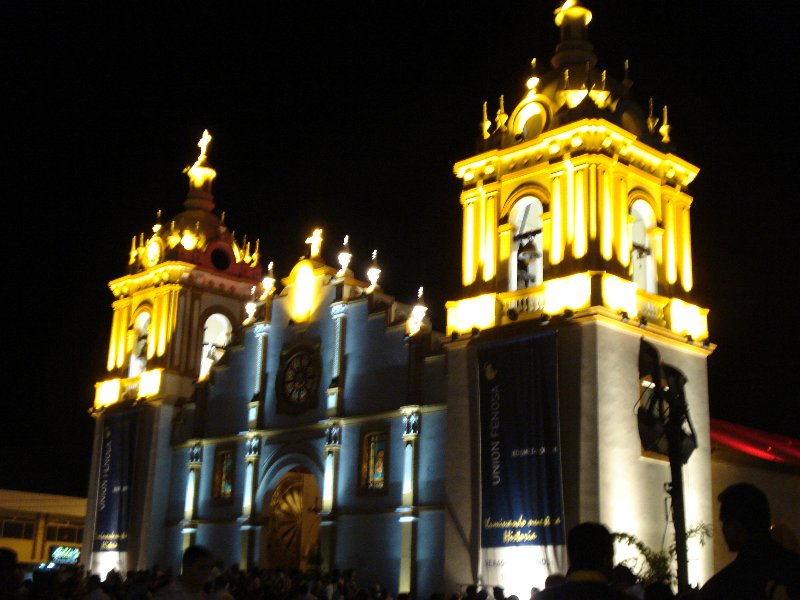
كاتدرائية سانتياغو أبوستول
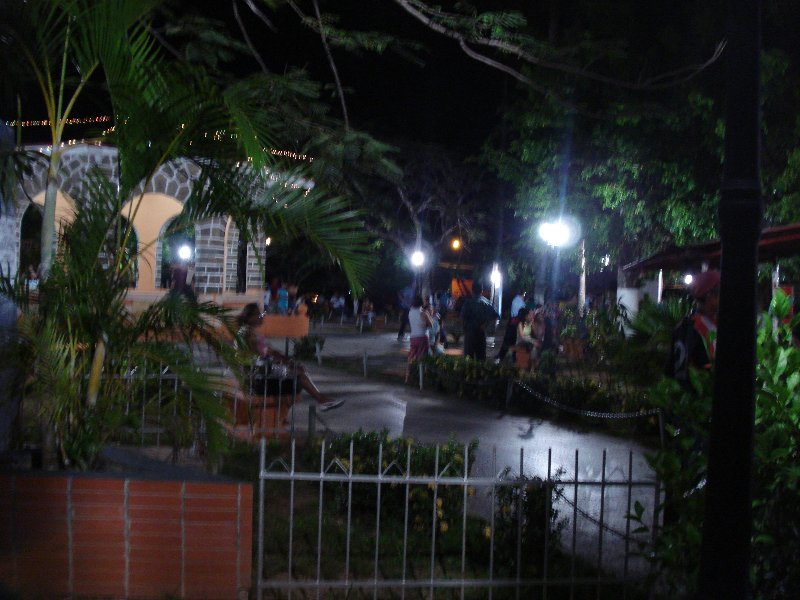
باركي سانتياغو

## روابط خارجية
- معرض صور سانتياغو
- البوابة والدليل نسخة محفوظة 29 أكتوبر 2020 على موقع واي باك مشين.